# 数に関する記事の一覧
数に関する記事の一覧（かずにかんするきじのいちらん）は、数に関する記事へのアクセスの一助とするものであり、全てを網羅するものではない。Category:数も参照。

## 数の体系
- 実数({\displaystyle \scriptstyle \mathbb {R} }) - 正の数と負の数
  - 有理数({\displaystyle \scriptstyle \mathbb {Q} })
    - 整数({\displaystyle \scriptstyle \mathbb {Z} })  - 奇数 - 偶数 - 単偶数
      - 自然数 - 素数 - 合成数

  - 無理数 - 超越数 - 円周率 - ネイピア数
- 複素数({\displaystyle \scriptstyle \mathbb {C} }) - 虚数（実数ではない複素数）
  - 代数的数 - 超越数
- p進数
- 多元数
  - 二元数
  - 分解型複素数
  - 四元数({\displaystyle \scriptstyle \mathbb {H} })
  - 八元数({\displaystyle \scriptstyle \mathbb {O} })
  - 十六元数 ({\displaystyle \scriptstyle \mathbb {S} })

## 個々の数
- 整数についてはCategory:整数を、99までの自然数は{{自然数}}を参照。
  - 0 - 1 - 2 - 3 - 4 - 5 - 6 - 7 - 8 - 9
  - −1 - −2 - −3 - −4 - −5 - −6 - −7 - −8 - −9
- その他の有理数についてはCategory:有理数を参照。
  - 1/2 - 1/3 - 1/4 - 1/5 - 1/6 - 1/7 - 1/8 - 1/9 - 1/10 - 1/12 - 1/20 - 1/50 - 1/100 - 1/1000
  - 3/2 - 5/2 - 2/3 - 3/4 - 2/5 - 3/5 - 4/5 - 5/6 - 22/7 - 3/8 - 5/8 - 7/8 - 3/10 - 7/10 - 9/10
- 代数的数についてはCategory:代数的数を参照。
  - 2の平方根 - 3の平方根 - 5の平方根 - 6の平方根 - 7の平方根 - 10の平方根 - 2の立方根 - 2の12乗根
- 巨大な数については巨大数、数の比較を参照。
  - 無量大数 - グーゴル - グラハム数
- 数学的に意味深い定数については数学定数を参照。
  - 円周率 - ネイピア数 - 黄金比

## 整数列
- 特別な性質を持つ整数の集まりについてはCategory:整数の類を参照。
  - 素数 - フィボナッチ数 - 図形数 - 完全数
- オンライン整数列大辞典も参照。

## 数の表現
- 数の表現に関することについては、Category:数の表現を参照。
  - 数字 - 小数 - 分数
- 記数法も参照。
  - 命数法 - 位取り記数法 - SI接頭語

## 数の一覧
- 1未満
- 1 E0 (1～)
- 1 E1 (10～)
- 1 E2 (102～)
- 1 E3 (103～)
- 1 E4 (104～) - 1万以上
- 1 E5 (105～)
- 1 E6 (106～)
- 1 E7 (107～)
- 1 E8 (108～) - 1億以上
- 1 E9 (109～)
- 1 E12 (1012～) - 1兆以上
- 1 E15 (1015～) - 1000兆以上
- 1 E18 (1018～) - 100京以上

## その他
- 0.999...
- ほとんど整数
- 数を表す接頭辞 - 2進接頭辞
- 数の比較
- 名数一覧